# Kento Sakuyama
Kento Sakuyama (jap. 作山 憲斗, Sakuyama Kento; * 3. Juli 1990 in Iiyama) ist ein ehemaliger japanischer Skispringer und heutiger Trainer.

## Werdegang
Sakuyama bestritt sein erstes internationales Springen im FIS-Cup am 5. März 2007 in Zao. Ab der Saison 2007/08 startet er regelmäßig im Continental Cup.
Bei der Junioren-Weltmeisterschaft 2008 im polnischen Zakopane konnte er mit dem Team den 5. Platz erreichen. Bei der Junioren-Weltmeisterschaft 2009 in Štrbské Pleso konnte er im Springen auf der Normalschanze den 25. Platz und im Teamspringen den 6. Platz erreichen. Bis 2008 sprang er für die Gewerbeoberschule Nakano (中野実業高校, Nakano jitsugyō kōkō).
Im Rahmen der FIS-Team-Tour 2009 wurde er ins japanische Nationalteam aufgenommen und sprang in der Qualifikation für das Skifliegen in Oberstdorf mit, konnte sich aber als 50. nicht für das Springen qualifizieren. Seinen ersten Weltcup-Einsatz hatte er einen Tag später beim Teamspringen am 15. Februar 2009 in Oberstdorf, wo er mit dem japanischen Team den 9. Platz erreichte. Sein bisher bestes Einzelergebnis bei einem Weltcupspringen erreichte er am 16. Januar 2010, als er in Sapporo den 21. Platz belegte.
2015 errang er im Sommer-Grand-Prix den Gesamtsieg.
Sakuyama gab im Juni 2019 sein Karriereende bekannt. Seit der Saison 2023/24 ist er Cheftrainer des japanischen Herrenteams.

## Erfolge

### Weltcup-Platzierungen
| Saison  | Platz | Punkte |
| ------- | ----- | ------ |
| 2009/10 | 71.   | 010    |
| 2012/13 | 68.   | 008    |
| 2014/15 | 49.   | 062    |
| 2015/16 | 47.   | 043    |
| 2016/17 | 62.   | 009    |

### Grand-Prix-Platzierungen
| Saison | Platz | Punkte |
| ------ | ----- | ------ |
| 2008   | 32.   | 070    |
| 2009   | 59.   | 014    |
| 2011   | 78.   | 006    |
| 2012   | 30.   | 075    |
| 2015   | 01.   | 561    |
| 2016   | 37.   | 073    |